# Bianco dei Colli Amerini
Il Bianco dei Colli Amerini è un vino DOC la cui produzione è consentita nella provincia di Terni.

## Caratteristiche organolettiche
- colore: giallo paglierino con riflessi verdognoli.
- odore: delicato di fruttato molto intenso.
- sapore: secco armonico vellutato pieno lieve retrog. amarognolo.

## Produzione
Provincia, stagione, volume in ettolitri
- Terni  (1990/91)  1741,0
- Terni  (1991/92)  1163,0
- Terni  (1992/93)  1796,0
- Terni  (1993/94)  1515,0
- Terni  (1994/95)  1839,0
- Terni  (1995/96)  1670,0
- Terni  (1996/97)  1568,0